# Ornella Ferrara
Ornella Ferrara (Limbiate, 17 aprile 1968) è un'ex maratoneta italiana, vincitrice della medaglia di bronzo ai Campionati del mondo di atletica leggera 1995 di Göteborg.

## Biografia
Oltre alla medaglia mondiale, in carriera ha vinto quattro maratone, Venezia, Ferrara, Carpi e Roma. Vanta inoltre due partecipazioni olimpiche ad Atlanta 1996 (13ª) e Sydney 2000 (18ª), mentre pur essendosi qualificata anche per la sua terza Olimpiade ad Atene 2004, nell'anno in cui aveva stabilito il suo personale alla maratona di Roma, fu costretta a rinunciarvi a causa di un infortunio.
Terminata la carriera agonistica, ha continuato a gareggiare nelle competizioni di corsa in montagna, con buoni risultati.
Nel 2018 si candida al consiglio comunale di Imperia nella lista arancione Vince Imperia a sostegno di Luca Lanteri, candidato della coalizione di centro-destra.

## Palmarès
| Anno | Manifestazione | Sede     | Evento   | Risultato | Tempo    |
| ---- | -------------- | -------- | -------- | --------- | -------- |
| 1995 | Mondiali       | Göteborg | Maratona | Bronzo    | 2h30'11" |
| 1997 | Mondiali       | Atene    | Maratona | 5º posto  | 2h33'10" |

## Campionati nazionali
1997
- Oro ai campionati italiani di maratona - 2h28'43"

## Altre competizioni internazionali
1993
- 16° alla Cinque Mulini ( San Vittore Olona) - 20'51"

1994
- Oro alla Maratona di Venezia ( Venezia) - 2h32'16"
- Argento alla Maratona di Torino ( Torino) - 2h32'24"

1995
- 4° in Coppa del mondo di maratona ( Atene) - 2h32'56"

1996
- Argento alla Maratona di Roma ( Roma) - 2h31'30"
- 9° alla Mezza maratona di Lisbona ( Lisbona) - 1h13'03"

1997
- 5° alla Maratona di New York ( New York) - 2h31'44"
- Argento alla Maratona di Torino ( Torino) - 2h28'01"
- Oro alla Maratona d'Italia ( Carpi) - 2h28'43"

1998
- Argento alla Maratona di Cesano Boscone ( Cesano Boscone) - 2h39'27"

1999
- 6° alla Corrida Internacional de São Silvestre ( San Paolo), 15 km - 53'56"

2000
- 7° alla Maratona di Boston ( Boston) - 2h30'20"
- 17° alla Maratona di Tokyo ( Tokyo) - 2h39'38"
- Argento alla Maratona d'Italia ( Carpi) - 2h28'58"
- 10° alla Mezza maratona di Lisbona ( Lisbona) - 1h12'00"
- Oro alla Mezza maratona di Torino ( Torino) - 1h11'46"
- Bronzo alla Mezza maratona di Lille ( Lilla) - 1h11'48"
- 5° alla 10 miglia di Lelystad ( Lelystad), 10 miglia - 56'20"

2001
- Argento alla Milano Marathon ( Milano) - 2h30'25"
- Bronzo alla Maratona di San Diego ( San Diego) - 2h29'35"
- 4° alla BIG25 Berlin ( Berlino), 25 km - 1h27'21"
- 6° alla Mezza maratona di Berlino ( Berlino) - 1h12'54"
- Bronzo alla Mezza maratona di Torino ( Torino) - 1h13'48"
- Bronzo alla Mezza maratona di Cannes ( Cannes) - 1h15'43"
- Bronzo alla Avon Running ( Milano) - 33'51"

2003
- Bronzo alla Maratona di Berlino ( Berlino) - 2h28'28"
- Bronzo alla Maratona di Venezia ( Venezia) - 2h31'48"
- Bronzo alla Mezza maratona di Nizza ( Nizza) - 1h14'34"

2004
- Oro alla Maratona di Roma ( Roma) - 2h27'49"
- Argento alla Maratona di Palermo ( Palermo) - 2h38'21"
- Oro alla Maratona di Genova ( Genova) - 2h40'12"
- Oro alla Mezza maratona di Ceriale ( Ceriale) - 1h13'36"
- Oro alla Mezza maratona di Torino ( Torino) - 1h14'58"
- 4° alla 10 miglia di Lelystad ( Lelystad), 10 miglia - 55'48"
- Bronzo alla Avon Running ( Milano) - 34'10"
- 6° alla Prom Classic ( Nizza) - 35'28"

2007
- Argento alla Maratona d'Italia ( Carpi) - 2h30'18"
- Bronzo alla Mezza maratona di Torino ( Torino) - 1h14'08"
- 5° alla Mezza maratona di Bologna ( Bologna) - 1h15'57"

2008
- 7° alla Maratona di Francoforte ( Francoforte sul Meno) - 2h32'13"
- Oro alla Maratona di Brescia ( Brescia) - 2h34'47"
- 11° alla Maratona di Dubai ( Dubai) - 2h37'40"
- Bronzo alla Stramilano ( Milano) - 1h15'00"
- Oro alla Mezza maratona di Brescia ( Brescia) - 1h14'37"
- Oro alla Mezza maratona di Pavia ( Pavia) - 1h16'01"
- Oro alla Mezza maratona di Piacenza ( Piacenza) - 1h16'04"
- Bronzo alla Mezza maratona di Sanremo ( Sanremo) - 1h16'07"
- Bronzo alla Mezza maratona delle Due Perle ( Santa Margherita Ligure) - 1h16'11"
- Oro alla Mezza maratona di Bologna ( Bologna) - 1h16'22"

2009
- Bronzo alla Maratona di Treviso ( Treviso) - 2h42'38"
- Oro alla Mezza maratona di Ceriale ( Ceriale) - 1h13'37"
- Argento alla Mezza maratona di Sanremo ( Sanremo) - 1h16'07"
- Oro alla Mezza maratona delle Due Perle ( Santa Margherita Ligure) - 1h16'23"

2010
- Bronzo alla Mezza maratona delle Groane ( Senago) - 1h17'21"
- Argento alla Mezza maratona di Arenzano ( Arenzano) - 1h17'43"
- 4° alla Mezza maratona di Busto Arsizio ( Busto Arsizio) - 1h19'08"

2011
- 9° alla Maratona di Torino ( Torino) - 2h36'52"
- Oro alla Mezza maratona di Imperia ( Imperia) - 1h18'45"

2012
- Oro alla Maratona di Napoli ( Napoli) - 2h41'15"
- Oro alla Mezza maratona di Loano ( Loano) - 1h18'14"
- Oro alla Mezza maratona di Imperia ( Imperia) - 1h18'49"
- Argento al Memorial Paolo Romanisio ( Loano) - 35'27"

2014
- Argento alla Mezza maratona di Imperia ( Imperia) - 1h21'11"